# Ficus heteromorpha
Ficus heteromorpha är en mullbärsväxtart som beskrevs av William Botting Hemsley. Ficus heteromorpha ingår i släktet fikonsläktet, och familjen mullbärsväxter. Inga underarter finns listade i Catalogue of Life.